# Diocesi di Alba
La diocesi di Alba (in latino Dioecesis Albae Pompeiensis) è una sede della Chiesa cattolica in Italia suffraganea dell'arcidiocesi di Torino appartenente alla regione ecclesiastica Piemonte. Nel 2022 contava 131.510 battezzati su 134.736 abitanti. È retta dal vescovo Marco Brunetti.

## Territorio
La diocesi si sviluppa prevalentemente nella parte orientale della provincia di Cuneo comprendendo 69 comuni oltre a 2 della provincia di Asti (Coazzolo, Castagnole delle Lanze). Confina a nord con la diocesi di Asti, a est con la diocesi di Acqui, a sud con la diocesi di Mondovì e infine a ovest con la diocesi di Cuneo-Fossano e l'arcidiocesi di Torino.
Sede vescovile è la città di Alba, dove si trova la cattedrale di San Lorenzo.

### Parrocchie e vicarie

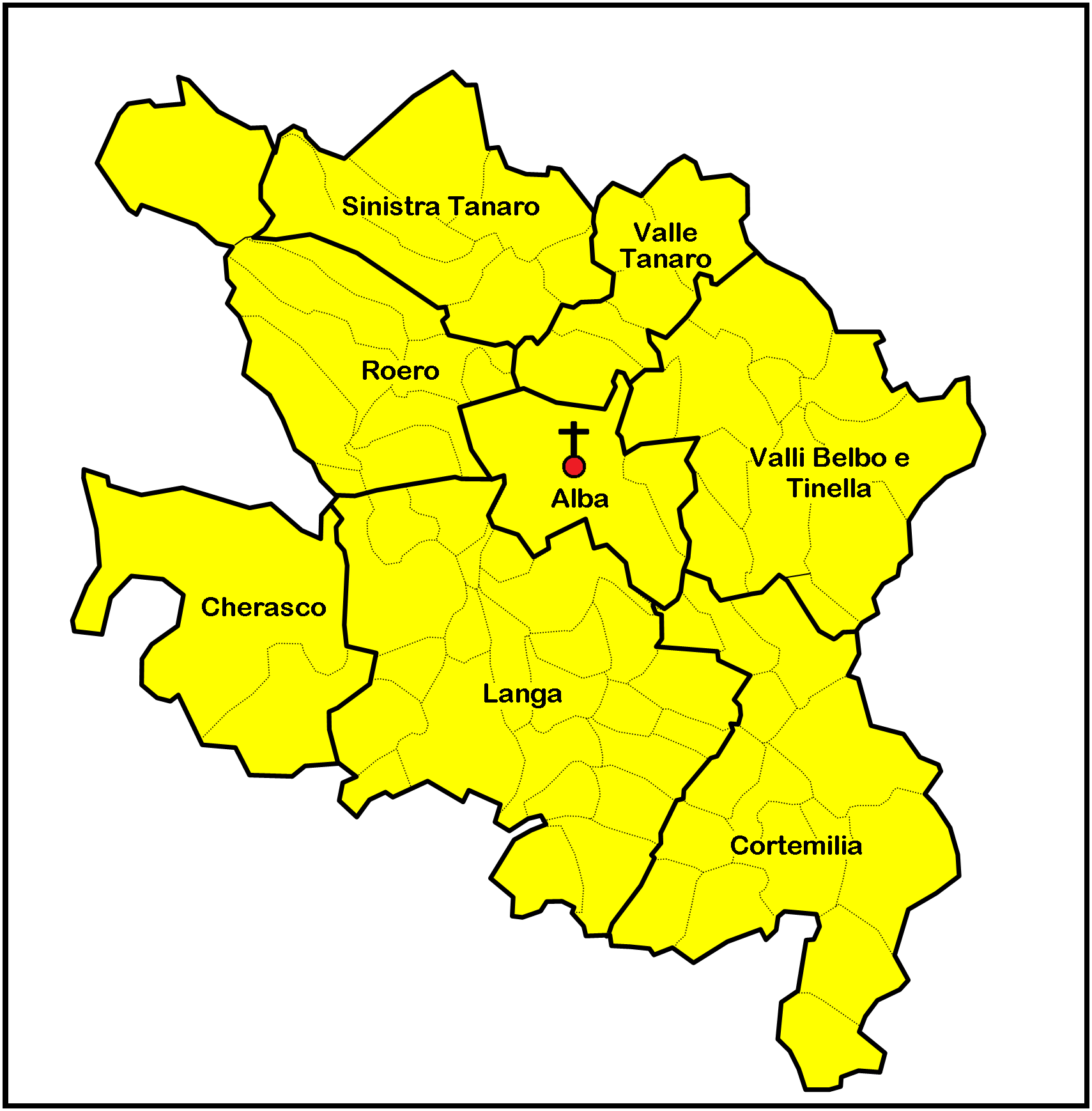
La mappa delle vicarie

Le 126 parrocchie della diocesi sono raggruppate in 8 vicarie:
- Vicaria di Alba - 13 parrocchie - comprende i comuni di Alba e Treiso;
- Vicaria di Cherasco - 9 parrocchie - comprende i comuni di Cherasco e Narzole;
- Vicaria di Cortemilia - 15 parrocchie - comprende i comuni di Benevello, Bergolo, Borgomale, Bosia, Castelletto Uzzone, Castino, Cortemilia, Cravanzana, Feisoglio, Gorzegno, Gottasecca, Levice, Niella Belbo, Pezzolo V. U. e Torre Bormida;
- Vicaria della Langa - 30 parrocchie - comprende i comuni di Albaretto d. T., Arguello, Barolo, Bossolasco, Castiglione Falletto, Cerreto Langhe, Cissone, Diano d'Alba, Grinzane Cavour, La Morra, Lequio Berria, Monchiero, Monforte d'Alba, Montelupo Albese, Novello, Roddi, Roddino, Serralunga d'Alba, Serravalle Langhe, Sinio, Somano e Verduno;
- Vicaria del Roero - 17 parrocchie - comprende i comuni di Baldissero d'Alba, Ceresole d'Alba, Corneliano d'Alba, Montaldo Roero, Monticello d'Alba, Piobesi d'Alba, Pocapaglia, Santa Vittoria d'Alba, Sommariva Perno e la parrocchia di Pollenzo in comune di Bra;
- Vicaria della Sinistra Tanaro - 12 parrocchie - comprende i comuni di Canale, Castellinaldo, Montà, Monteu Roero, S. Stefano Roero e Vezza d'Alba;
- Vicaria delle Valli Belbo e Tinella - 16 parrocchie - comprende i comuni di Barbaresco, Camo, Castagnole Lanze (AT), Castiglione Tinella, Coazzolo (AT), Cossano Belbo, Mango, Neive, Neviglie, Rocchetta Belbo, Santo Stefano Belbo e Trezzo Tinella.
- Vicaria della Valle Tanaro - 11 parrocchie - comprende i comuni di Castagnito, Govone, Guarene, Magliano Alfieri e Priocca.

## Storia
Secondo la tradizione il primo vescovo di Alba è san Dionisio, che si narra abbia servito la diocesi per alcuni anni prima di essere nominato arcivescovo di Milano; per la sua opposizione all'arianesimo sarebbe stato esiliato nel 355 dall'imperatore Costanzo. Questa tradizione è ritenuta non affidabile dato che nel IV secolo solitamente a un vescovo era proibito lasciare la propria diocesi per un'altra.

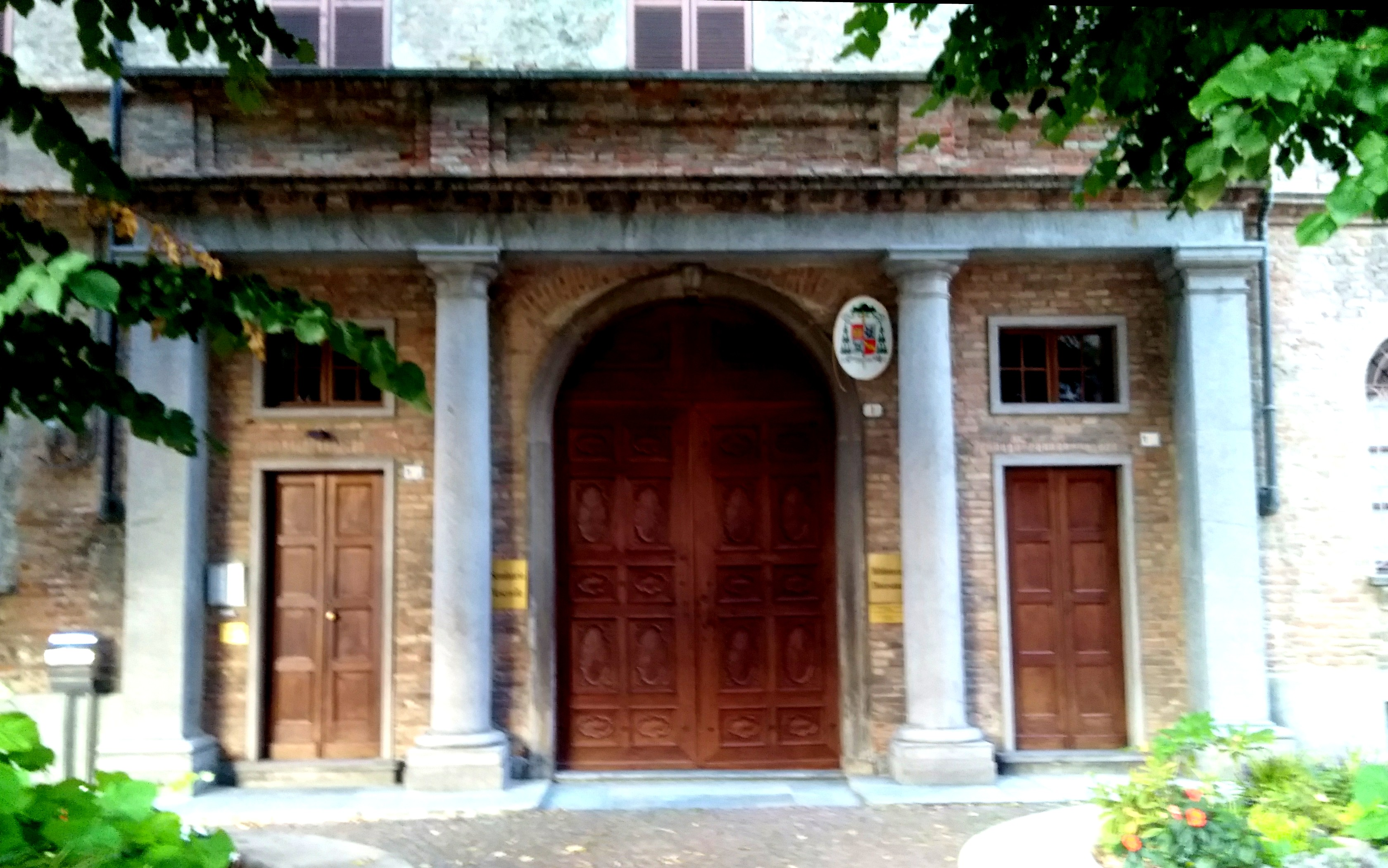
La sede del Seminario

Una lista di nove antichi vescovi di Alba, che inizia con un san Dioniso (diverso da quello precedente, nel 380) fino al vescovo Giulio (553), fu compilata sulla base di iscrizioni sepolcrali trovate nella cattedrale di Alba alla fine del XV secolo da Dalmazzo Berendenco, un antiquario; ma sia la lista che il suo scopritore risultarono essere dei falsi inventati da Giuseppe Meiranesio nel XVIII secolo.
Il primo vescovo di Alba di cui è certa l'esistenza è Lampadio, che fu presente al sinodo tenutosi in Roma nel 499 sotto papa Simmaco.
Per breve tempo, verso la fine del X secolo, la diocesi fu unita a quella di Asti, a causa delle incursioni dei Saraceni, che avevano devastato e impoverito il territorio; questa decisione fu presa durante il sinodo provinciale milanese dell'estate del 969 e sarebbe diventata effettiva alla morte del vescovo in carica, Fulcardo. L'unione, osteggiata dal clero di Alba, durò pochi anni, poichè già nel 997 sulla cattedra albese sedeva Costantino.
Tra i successivi vescovi, Benzone fu un noto avversario di papa Gregorio VII e sostenne l'impero durante la controversia sulle investiture.
L'intera comunità di Monforte d'Alba, dalla contessa ai contadini, nel primo quarto dell'XI secolo era divenuta eretica. I dissidenti leggevano la Bibbia dando delle Scritture un'interpretazione interamente spirituale, avevano formulato una propria dottrina originale sulla Trinità. Pregavano giorno e notte, ricercavano il distacco dalla materia e il martirio, elementi simili a quelli della dottrina dei catari. Intorno all'anno 1028 il castello di Monforte venne assediato ed espugnato dalle forze dell'arcivescovo di Milano, Ariberto da Intimiano, unite a quelle del vescovo di Asti Alrico. La popolazione, deportata a Milano, venne qui costretta a scegliere tra l'abiura delle loro dottrine e il rogo. La maggior parte scelse, coerentemente con le proprie idee, di non abiurare e di accettare la condanna a morte.
Il 29 ottobre 1511 cedette una porzione di territorio a vantaggio dell'erezione della diocesi di Saluzzo.
Un fatto di rilievo accadde il 22 aprile 1613: scoppiata la prima guerra del Monferrato, Alba fu assalita dai francesi e il vescovo Pendasio fu prelevato dalla chiesa, percosso e condotto oltraggiosamente per le strade della città.
Sotto il ministero di monsignor Roero, fu vicario generale monsignor Raulo Costanzo Falletti di Barolo.
In occasione del riordino delle diocesi piemontesi voluto da Napoleone Bonaparte, furono soppresse 9 diocesi della regione, tra cui anche quella di Alba, come stabilito dal breve Gravissimis causis di papa Pio VII del 1º giugno 1803, che unì il territorio della soppressa diocesi a quello della diocesi di Asti. La sede fu ristabilita il 17 luglio 1817 con la bolla Beati Petri dello stesso Pio VII; contestualmente il papa la dichiarò suffraganea dell'arcidiocesi di Torino, venendo così tolta alla giurisdizione metropolitica dell'arcivescovo di Milano, a cui sempre Alba era stata soggetta.

## Cronotassi dei vescovi
Si omettono i periodi di sede vacante non superiori ai 2 anni o non storicamente accertati.
- San Dionisio o Dionigi † (350 - 355)
- Adelgiso † (355)
- Severo † (391, 397)
- Bruningo † (419)
- Alderico † (443)
- Lampadio I † (menzionato nel 499)
- Manfredo † (482, 483)
- Venanzio I † (503)
- Oldarico † (532)
- Pietro I † (563)
- Venanzio II † (593)
- Guglielmo † (627)
- Vitelmo I † (661)
- San Benedetto † (menzionato nel 680)
- Lampadio II † (801)
- Sigifredo † (829)[11]
- Pietro Penso II ? † (menzionato nell'855)[12]
- Olderado o Ildrado † (prima di febbraio 876 - dopo novembre 877)
- Liutardo † (menzionato nel 901)[13]
- Daiberto † (menzionato nel 945)
- Flocardo o Fulcardo † (prima del 969 - circa luglio 985 deceduto)
  - Sede unita ad Asti
- Costantino † (prima del 997 - dopo il 1005)
- Oberto † (menzionato nel 1027)
- Anonimo (G.) † (menzionato nel 1057 circa)
- Benzone (o Pietro Penso III ?) † (menzionato nel 1059 - dopo il 1085)[14]
- Pellegrino † (menzionato nel 1098)
- Pietro IV † (1124 - 1125)[15]
- Robaldo † (prima di dicembre 1125 - 29 luglio 1135 nominato arcivescovo di Milano)[16]
- Pietro V ? † (menzionato nel 1150)[17]
- Rozone † (menzionato nel gennaio 1163)
- Otto † (prima di giugno 1169 - dopo agosto 1177)
- Federico del Monferrato ? † (menzionato nel 1180 circa)[18]
- Bonifacio I † (prima del 1185 - dopo il 1188)
- Gerardo † (menzionato nel 1191 o 1194)[19]
- Ogerio † (prima di dicembre 1192 - dopo il 1202)
- Bonifacio II † (prima del 1210 - dopo il 1213)
- Reinerio, O.Cist. † (prima di agosto 1216 - dopo maggio 1226)
- Sardo † (menzionato nel 1231)
- Guglielmo Braida † (prima del 1237 - dopo il 1253)
- Monaco † (22 gennaio 1255 - dopo febbraio 1260)[20]
- Simone, O.F.M. † (prima di ottobre 1263 - dopo aprile 1271)
- Martino, O.F.M. † (1276)
- Bonifacio III † (prima di gennaio 1283 - 18 marzo 1306 deceduto)
- Raimondo de Mausaco, O.F.M. † (prima del 1311 - 21 febbraio 1321 nominato vescovo di Chieti)
- Guglielmo Isnardi, O.F.M. † (21 febbraio 1321 - 6 dicembre 1333 nominato arcivescovo di Brindisi)
- Pietro Avogadro, O.P. † (7 febbraio 1334 - 28 gennaio 1349 nominato vescovo di Sisteron)
- Lazzarino Flisco o Fieschi † (29 gennaio 1349 - 1368 deceduto)
- Ludovico del Carretto † (27 aprile 1369 - 1388 deceduto)
- Federico del Carretto † (1388 - ?)
- Pietro del Carretto, O.P. † (menzionato nel 1391)
- Bonifacio IV † (menzionato nel 1398)
- Francesco I del Carretto † (20 novembre 1401 - ?)
- Aleramo del Carretto † (menzionato nel 1407)
- Francesco II del Carretto † (menzionato nel 1413)
- Giacomo del Carretto † (? - ? deceduto)
- Beato Alerino Rembaudi † (10 settembre 1419 - 21 luglio 1456 deceduto)
- Bernardo del Carretto, O.S.B. † (18 ottobre 1456[21] - agosto 1460 deceduto)
- Pietro del Carretto † (24 novembre 1460 - 1482 deceduto)
- Andrea Novelli † (6 febbraio 1483 - 13 maggio 1521 deceduto)
- Ippolito Novelli † (13 maggio 1521 succeduto - 11 novembre 1530 deceduto)[22]
- Antonio Mollo † (28 novembre 1530 - 1532 deceduto)[23]
- Giuliano Visconti † (16 agosto 1532 - 27 agosto 1532 deceduto) (vescovo eletto)[24]
- Marco Girolamo Vida, C.R.S.A. † (7 febbraio 1533 - 27 settembre 1566 deceduto)
- Leonardo Marini, O.P. † (7 ottobre 1566 - 1572 dimesso)[25]
- Vincenzo Marino † (19 novembre 1572 - 25 febbraio 1583 deceduto)[26]
- Lelio o Aurelio Zibramonti † (28 marzo 1583 - 14 novembre 1583 nominato vescovo di Casale Monferrato)
- Ludovico Michelio † (19 dicembre 1583 - 27 aprile 1590 deceduto)
- Alberto Capriano † (30 luglio 1590 - 23 gennaio 1595 deceduto)
- Giovanni Anselmo Carminato † (26 luglio 1596 - 6 luglio 1604 deceduto)
- Francesco Pendasio † (18 luglio 1605 - 3 settembre 1616 deceduto)
- Vincenzo Agnello Suardi † (5 dicembre 1616 - 13 maggio 1619 nominato vescovo coadiutore di Mantova)
- Ludovico Gonzaga † (12 agosto 1619 - 26 giugno 1630 deceduto)[27]
- Giovanni Francesco Gandolfo † (10 gennaio 1633 - 4 novembre 1638 deceduto)
- Paolo Brizio, O.F.M.Obs. † (15 dicembre 1642 - 2 novembre 1665 deceduto)
- Cesare Biandrà † (5 maggio 1666 - 26 agosto 1666 deceduto)[28]
- Vittorio Nicolino della Chiesa † (16 marzo 1667 - 22 settembre 1691 deceduto)
- Gerolamo Ubertino Provana, C.R. † (25 giugno 1692 - 28 luglio 1696 deceduto)
- Giuseppe Roero † (27 marzo 1697 - 4 novembre 1720 deceduto)
- Francesco Vasco, O.C.D. † (30 luglio 1727 - 31 dicembre 1749 deceduto)
- Enrichetto Virginio (Raffaele Francesco) Natta, O.P. † (22 luglio 1750 - 29 giugno 1768 deceduto)
- Giacinto Amedeo Vagnone † (11 settembre 1769 - 30 gennaio 1777 dimesso)
- Giuseppe Maria Langosco di Stroppiana † (20 luglio 1778 - 13 dicembre 1788 deceduto)
- Giovanni Battista Pio Vitale † (11 aprile 1791 - dopo il 29 maggio 1803 dimesso[29])
  - Sede soppressa (1803-1818)
- Giovanni Antonio Niccola (Nicola) † (16 marzo 1818 - 12 gennaio 1834 deceduto)
- Costanzo Michele Fea † (1º febbraio 1836 - 2 novembre 1853 deceduto)
  - Sede vacante (1853-1867)
- Eugenio Roberto Galletti † (27 marzo 1867 - 5 ottobre 1879 deceduto)
- Lorenzo Carlo Pampirio, O.P. † (27 febbraio 1880 - 24 maggio 1889 nominato arcivescovo di Vercelli)
- Giuseppe Francesco Re † (30 dicembre 1889 - 17 gennaio 1933 deceduto)
- Luigi Maria Grassi, B. † (13 marzo 1933 - 5 aprile 1948 deceduto)
- Carlo Stoppa † (27 dicembre 1948 - 13 febbraio 1965 deceduto)
  - Sede vacante (1965-1970)
- Luigi Bongianino † (15 gennaio 1970 - 6 giugno 1975 nominato vescovo di Tortona)[30]
- Angelo Fausto Vallainc † (7 ottobre 1975 - 8 dicembre 1986 deceduto)
- Giulio Nicolini † (16 luglio 1987 - 16 febbraio 1993 nominato vescovo di Cremona)
- Sebastiano Dho † (3 luglio 1993 - 28 giugno 2010 ritirato)
- Giacomo Lanzetti (28 giugno 2010 - 24 settembre 2015 dimesso)[31]
- Marco Brunetti, dal 21 gennaio 2016

## Statistiche
La diocesi nel 2022 su una popolazione di 134.736 persone contava 131.510 battezzati, corrispondenti al 97,6% del totale.
| anno | popolazione | popolazione | popolazione | presbiteri | presbiteri | presbiteri | presbiteri                | diaconi | religiosi | religiosi | parrocchie |
| anno | battezzati  | totale      | %           | numero     | secolari   | regolari   | battezzati per presbitero | diaconi | uomini    | donne     | parrocchie |
| ---- | ----------- | ----------- | ----------- | ---------- | ---------- | ---------- | ------------------------- | ------- | --------- | --------- | ---------- |
| 1905 | ?           | ?           | ?           | 287        | 276        | 11         | ?                         | ?       | ?         | ?         | 101        |
| 1950 | 150.300     | 150.350     | 100,0       | 325        | 265        | 60         | 462                       |         | 176       | 425       | 136        |
| 1959 | 111.000     | 111.100     | 99,9        | 311        | 249        | 62         | 356                       |         | 124       | 568       | 138        |
| 1970 | 120.265     | 120.350     | 99,9        | 264        | 210        | 54         | 455                       |         | 68        | 586       | 140        |
| 1980 | 120.972     | 121.120     | 99,9        | 226        | 188        | 38         | 535                       |         | 100       | 445       | 142        |
| 1990 | 120.200     | 120.400     | 99,8        | 207        | 168        | 39         | 580                       |         | 93        | 414       | 126        |
| 2000 | 122.300     | 124.600     | 98,2        | 182        | 147        | 35         | 671                       |         | 77        | 350       | 126        |
| 2001 | 122.200     | 124.500     | 98,2        | 179        | 146        | 33         | 682                       |         | 76        | 347       | 126        |
| 2002 | 122.200     | 124.500     | 98,2        | 167        | 136        | 31         | 731                       |         | 73        | 341       | 126        |
| 2003 | 122.200     | 124.500     | 98,2        | 163        | 131        | 32         | 749                       |         | 64        | 306       | 126        |
| 2004 | 122.200     | 124.600     | 98,0        | 156        | 123        | 33         | 719                       |         | 73        | 294       | 126        |
| 2006 | 125.230     | 128.170     | 97,7        | 162        | 120        | 42         | 773                       | 3       | 83        | 291       | 126        |
| 2012 | 125.700     | 130.800     | 96,1        | 143        | 108        | 35         | 879                       | 9       | 75        | 240       | 126        |
| 2015 | 143.800     | 158.900     | 90,5        | 133        | 98         | 35         | 1.081                     | 10      | 74        | 218       | 126        |
| 2018 | 142.700     | 159.700     | 89,4        | 131        | 94         | 37         | 1.089                     | 10      | 66        | 205       | 126        |
| 2020 | 132.475     | 137.070     | 96,6        | 117        | 79         | 38         | 1.132                     | 11      | 68        | 203       | 126        |
| 2022 | 131.510     | 134.736     | 97,6        | 107        | 72         | 35         | 1.229                     | 11      | 55        | 192       | 126        |